# Kimino
Kimino (japanska: 紀美野町?, Kimino-chō) är en landskommun (köping) i Wakayama prefektur i Japan.  